# Erich von Däniken
Erich von Däniken (Zofingen, 14 april 1935) is een Zwitsers auteur die het bekendst is van zijn controversiële ideeën over buitenaardse invloed op menselijke cultuur in de prehistorie, ook bekend als de Paleo-SETI-theorie. Von Däniken heeft nooit een universitaire studie archeologie of geschiedenis gedaan en is dus een amateur- of hobby-archeoloog. Van origine komt hij uit een horecafamilie. Terwijl hij hotelmanager was heeft hij zijn eerste boek geschreven. In 1970 werd hij door een rechtbank veroordeeld tot drie en een half jaar gevangenisstraf en een boete van 3.000 Zwitserse frank wegens fraude en vervalsing van documenten. Hij zat één jaar van deze straf uit, voordat hij werd vrijgelaten.

## Buitenaardse wezens in de prehistorie
Von Däniken oppert dat als er intelligente buitenaardse wezens bestaan en die in het verleden de aarde hebben bezocht, het archeologisch materiaal dat moet kunnen aantonen. In het verlengde hiervan heeft hij ook geopperd dat de evolutie van de mens in het verleden is gemanipuleerd door buitenaardse wezens.
Von Däniken onderbouwt zijn theorieën onder meer als volgt:
- Er zijn zeer veel archeologische artefacten gevonden die een hoge graad van kennis vereisen om te produceren; veel hoger dan men tot nu toe heeft aangenomen dat deze beschavingen hadden. De bekendste voorbeelden hiervan zijn de Nazcalijnen, de standbeelden op Paaseiland en de Egyptische piramiden. Sommige daarvan vereisen ook een vergaande kennis van wiskunde, mechanica, fysica, chemie, bouwkunde, geologie, kosmografie en dergelijke, die de bouwers simpelweg niet konden hebben. Andere vereisten, wilden ze zinvol zijn, dat men een bepaalde vorm van luchtvaart moest beheersen en sommigen zijn zodanig van aard, dat ze zelfs heden ten dage met de huidige kennis en kunde niet of nauwelijks na te maken zijn.
- In prehistorische kunst zijn volgens Von Däniken aanwijzingen te vinden voor het bezoek van buitenaardse wezens.
- Er zijn in de oude literatuur meerdere verwijzingen naar oorlogen die (deels) in de lucht worden uitgevochten, of naar wezens die in 'wagens van vuur' door de hemel reizen. Een voorbeeld hiervan is het visioen van Ezechiël in het Oude Testament (Ezechiël 1:4 - 28 en 3:12 - 14). Von Däniken interpreteert deze als de landing en het vertrek van een ruimtevaartuig.

Hij heeft 40 boeken geschreven (grotendeels aanvullingen op 'Waren de goden kosmonauten?' zijn eerste boek) waarvan in totaal ongeveer 60 miljoen exemplaren zijn verkocht. In 2003 richtte hij het zogenaamde Mystery park op om de mysteries van de wereld aan het grote publiek te tonen, maar dat werd door gebrek aan voldoende bezoekers einde 2006 gesloten. Na een doorstart in 2009 is het nu onder de naam Mystery World onderdeel van het familiepark Jungfrau Park.
De gevestigde wetenschappers beschouwen zijn werk als pseudowetenschap (pseudoarcheologie) of zelfs morosofie en zijn van mening dat zijn conclusies niet worden ondersteund door zijn argumenten. Zijn theorieën vallen onder de paleocontacthypothese (theorieën die stellen dat er in de prehistorie contacten waren tussen mensen en geavanceerde buitenaardse beschavingen). Begin jaren 70 van de 20e eeuw noemden critici hem en verwante auteurs met dergelijke opvattingen "kosmidioten". In de Italiaanse taal ontstond voor dit genre de term fantarcheologia.

## Werken
Onderstaande zijn de in het Nederlands vertaalde werken van Von Däniken.
- Waren de goden kosmonauten? Onopgeloste raadsels uit het verleden (1968)
- Terug naar de sterren (1969)
- Goud der goden (1972)
- Mijn visie in woord en beeld (1973)
- Verschijningen (1974)
- Bewijzen (1977)
- Profeet van het verleden (1979)
- De dag dat de goden kwamen (1984)
- De fantastische werkelijkheid (1985)
- Zijn wij godenkinderen? (1987)
- De ogen van de sfinx (1989)
- Signalen uit het Stenen Tijdperk (1991)
- De terugkeer van de goden (1992)
- Erfenis van de Maya's (1993)
- In de schaduw van de piramiden (1995)
- Tekens voor de eeuwigheid. De boodschap van Nazca (1997)
- In naam van Zeus. Goden-Raadsels-Argonauten (1999)
- De goden wáren astronauten (2001)
- De odyssee van de goden (2012)

## Trivia
- In de vierde Indiana Jones film, Indiana Jones and the Kingdom of the Crystal Skull, wordt uitgebreid gebruikgemaakt van de theorieën van Erich von Däniken.
- Auteurs als Erich von Däniken en geestverwanten die voor al dan niet vermeende of opgeklopte archeologische raadsels buitenaardse verklaringen zoeken, werden door de Nederlandse auteurs M.H.J.Th. Van der Veer en P. Moerman in Nieuwe sporen naar het verleden (1973) vanwege het pseudo-wetenschappelijk karakter van die verklaringen betiteld als "kosmidioten".